# Rainer Jarohs
Rainer Jarohs (Rostock, 8 agosto 1957) è un dirigente sportivo ed ex calciatore tedesco orientale dal 1990 tedesco, di ruolo attaccante.

## Statistiche

### Cronologia presenze e reti in Nazionale
| Cronologia completa delle presenze e delle reti in nazionale ― Germania Est | Cronologia completa delle presenze e delle reti in nazionale ― Germania Est | Cronologia completa delle presenze e delle reti in nazionale ― Germania Est | Cronologia completa delle presenze e delle reti in nazionale ― Germania Est | Cronologia completa delle presenze e delle reti in nazionale ― Germania Est | Cronologia completa delle presenze e delle reti in nazionale ― Germania Est | Cronologia completa delle presenze e delle reti in nazionale ― Germania Est | Cronologia completa delle presenze e delle reti in nazionale ― Germania Est |
| Data                                                                        | Città                                                                       | In casa                                                                     | Risultato                                                                   | Ospiti                                                                      | Competizione                                                                | Reti                                                                        | Note                                                                        |
| --------------------------------------------------------------------------- | --------------------------------------------------------------------------- | --------------------------------------------------------------------------- | --------------------------------------------------------------------------- | --------------------------------------------------------------------------- | --------------------------------------------------------------------------- | --------------------------------------------------------------------------- | --------------------------------------------------------------------------- |
| 14/04/1982                                                                  | Lipsia                                                                      | Germania Est                                                                | 1 – 0                                                                       | Italia                                                                      | Amichevole                                                                  | -                                                                           | 65’                                                                         |
| 05/05/1982                                                                  | Mosca                                                                       | Unione Sovietica                                                            | 1 – 0                                                                       | Germania Est                                                                | Amichevole                                                                  | -                                                                           | 76’                                                                         |
| 19/05/1982                                                                  | Halmstad                                                                    | Svezia                                                                      | 2 – 2                                                                       | Germania Est                                                                | Amichevole                                                                  | 1                                                                           | 82’                                                                         |
| Totale                                                                      |                                                                             | Presenze                                                                    | 3                                                                           |                                                                             | Reti                                                                        | 1                                                                           |                                                                             |